# Philippe Richert
Pour les articles homonymes, voir Richert.
Ne doit pas être confondu avec Philippe Richer.
Philippe Richert, né le 22 mai 1953 à Ingwiller (Bas-Rhin), est un homme politique français. Sénateur entre 1992 et 2010, il exerce la fonction de ministre chargé des collectivités territoriales dans le troisième gouvernement Fillon, de 2010 à 2012. Il est président du conseil régional du Grand Est et de l'association Régions de France de 2016 à 2017, date à laquelle il se retire de la vie politique.

## Famille et études
Cadet d'une famille ouvrière protestante dialectophone de quatre enfants, Philippe Richert est originaire de Wimmenau (Bas-Rhin), un petit village des Vosges du Nord. Licencié ès sciences naturelles de l'université Strasbourg I - Louis Pasteur, il est marié et père de trois filles.

## Carrière professionnelle
Il travaille au sein de l'Éducation nationale de 1974 à 1992. D'abord professeur de sciences naturelles de 1974 à 1986, successivement aux collèges d'Achenheim puis de Reichshoffen, il devient, après un an de formation, principal adjoint du collège de La Wantzenau de 1987 à 1992. Il suit également les cours de la 48e session de l'Institut des hautes études de défense nationale de 1995 à 1996.

## Parcours politique

### Débuts
Philippe Richert fait ses premiers pas en politique aux côtés d'Adrien Zeller lors des élections cantonales de 1982, où il est élu conseiller général du Bas-Rhin dans le canton de La Petite-Pierre, sous les couleurs du petit mouvement centriste local « Initiatives alsaciennes ». En 1985, désormais membre de l'Union pour la démocratie française (UDF) et du Centre des démocrates sociaux (CDS), il entre au conseil régional d'Alsace et y reste jusqu'en 1992. Pendant son mandat, il y préside la commission de l'environnement et du développement local avant d'en devenir, de manière éphémère en 1992, son vice-président chargé de l'environnement sous la présidence de Marcel Rudloff. De 1988 à 1992, il est le suppléant d'Adrien Zeller, député de la septième circonscription du Bas-Rhin.

### Sénateur et élu local
Lors des élections sénatoriales de 1992, il est élu sénateur dans le département du Bas-Rhin, à l'âge de 39 ans (il est le plus jeune sénateur métropolitain). Membre du bureau de la Sénat à partir de 1995, il y est successivement secrétaire, de 1995 à 2004, vice-président, de 2004 à 2008, et enfin questeur, de 2008 à 2010. Il y préside également le groupe d'amitié France - Israël.
Il connaît alors une ascension au sein des partis centristes en étant délégué départemental de l'UDF pour le Bas-Rhin de 1993 à 2002, ainsi que secrétaire général adjoint du CDS puis de Force démocrate (FD) de 1994 à 1998, et enfin membre du bureau national de la Nouvelle UDF de François Bayrou. En 2002, il adhère à l'Union pour un mouvement populaire (UMP) lors de sa fondation.
Candidat malheureux de la droite à la mairie de Strasbourg lors de l'élection municipale de 1995 face à la maire socialiste sortante Catherine Trautmann, il prend la présidence du conseil général du Bas-Rhin en 1998. À ce poste il est notamment à l'origine de la création du Mémorial de l'Alsace-Moselle à Schirmeck, du Vaisseau (cité des Sciences) à Strasbourg ou du transfert de l'État au département du château du Haut-Koenigsbourg, lance le projet d'un transport en commun en site propre baptisé « TSPO, le bus express » sur une trentaine de kilomètres en pleine campagne à l'ouest de Strasbourg et il défend, avec la région, la fusion des deux départements alsaciens ou tout du moins un regroupement des deux assemblées départementales en une seule collectivité, le "Conseil d'Alsace".
Aux élections cantonales de 2008, il décide de ne pas se représenter et abandonne donc la présidence de l'assemblée départementale afin de se consacrer uniquement à ses fonctions parlementaires. En 2008, il quitte ses fonctions de président du conseil général du Bas-Rhin pour préparer sa candidature à la présidence du conseil régional d'Alsace.

### Président du conseil régional d'Alsace
Deux mois après le décès du président du conseil régional Adrien Zeller, survenu le 22 août 2009, la fédération UMP d'Alsace organise des primaires pour désigner son chef de file à l'élection régionale de 2010. Seul candidat, Philippe Richert en sort vainqueur avec 84 % des voix. Revendiquant l'héritage de son mentor Adrien Zeller, il fait de l'emploi son premier axe de campagne en période de crise, proposant par exemple la mise en œuvre de contrats d'excellence. Il milite également pour la création d'un « Conseil d'Alsace » réunissant les deux conseils généraux et le conseil régional.
Finalement, le projet de collectivité européenne d'Alsace (CEA), qui vise à créer une collectivité territoriale unique rassemblant les conseils généraux des Bas-Rhin et Haut-Rhin, tout en maintenant cette collectivité dans la région Grand Est, constituera en août 2019 l'aboutissement de ce projet[source insuffisante].
Le 14 mars 2010, lors du premier tour de scrutin, la liste de la majorité alsacienne et présidentielle conduite par Philippe Richert devance celle du socialiste Jacques Bigot, de l'écologiste Jacques Fernique et du Front national, qui parvient à se maintenir au second tour. Alors que les listes du Parti socialiste et d'Europe Écologie annoncent rapidement leur fusion et que la droite est en difficulté dans l'ensemble des régions françaises, la situation électorale en Alsace, où l'issue du scrutin s'annonce serrée, attire l'attention des médias nationaux. Lors du second tour, le 21 mars 2010, la liste de la majorité alsacienne l'emporte avec 46,16 % des suffrages. La gauche recueille quant à elle 39,27 % des voix, en dessous de ce qu'annonçaient les études d'opinion, et le Front national 14,57 %. L'Alsace est alors la seule région métropolitaine qui reste à droite. Le 26 mars 2010, il succède à André Reichardt en étant élu président du conseil régional avec 27 voix sur 47. Se définissant comme un « homme de dialogue », il annonce qu'il s'entourera d'une « équipe resserrée ».
S'attachant à mettre en place le processus de création d'un Conseil d'Alsace unique par fusion du conseil régional et des deux conseils généraux, l'une de ses principales promesses de campagne, qui entrerait en vigueur dès les prochaines élections territoriales de 2014, il fait voter par les élus régionaux, à l'unanimité moins les cinq voix du FN qui s'est abstenu, une résolution allant dans ce sens le 7 mai 2011. Comme il est prévu par la loi de réforme des collectivités territoriales du 16 décembre 2010 (que Philippe Richert est d'ailleurs chargé d'appliquer en tant que ministre), les conseillers régionaux se déclarent favorables à un Conseil unique qui serait créé après des délibérations concordantes de leurs assemblées respectives et un référendum où le « oui à la fusion » devra obtenir, dans chaque département, la majorité absolue et un nombre de suffrages au moins égal au quart des électeurs inscrits.
Le 3 novembre 2010, Philippe Richert annonce son retrait de l'Association des régions de France (ARF), qu'il estime n'être qu'« une amicale d'opposition au gouvernement ». Il fonde par la suite l'Association des élus régionaux de France (AERF) avec les deux autres présidents de région affiliés à la majorité présidentielle, à savoir le Guyanais Rodolphe Alexandre et le Réunionnais Didier Robert. Philippe Richert préside l'AERF jusqu'au 16 mars 2011, date à laquelle Hervé Novelli lui succède, à la suite de sa nomination au gouvernement.

### Ministre chargé des Collectivités territoriales
Philippe Richert est nommé, le 14 novembre 2010, ministre auprès du ministre de l'Intérieur, de l'Outre-mer, des Collectivités territoriales et de l'Immigration, chargé des Collectivités territoriales, dans le troisième gouvernement Fillon. Il est notamment chargé de la phase d'application de la réforme territoriale.
Le 28 août 2012, il annonce qu'il soutient François Fillon lors du congrès pour la présidence de l'UMP.

### Président du conseil régional du Grand Est

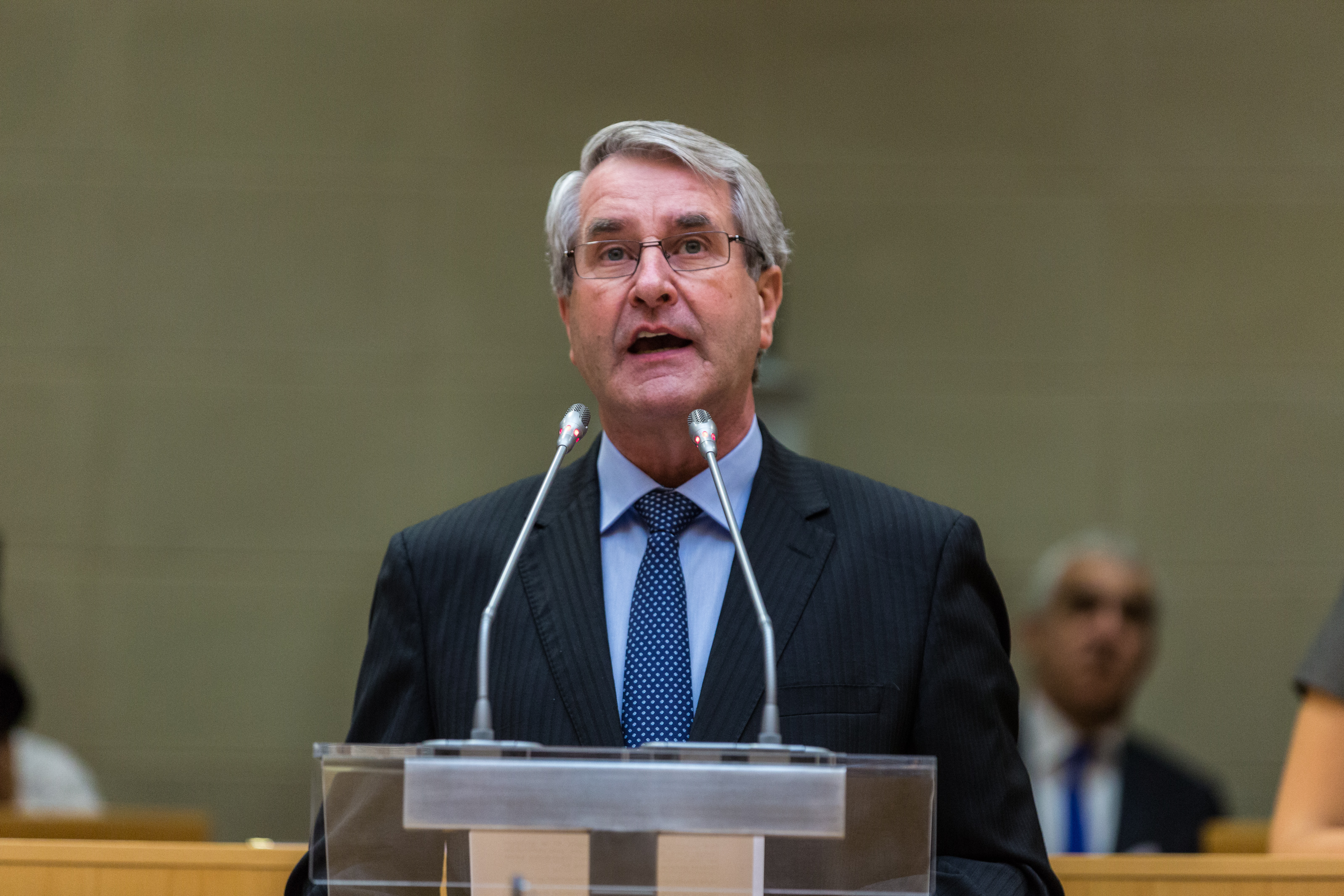
Philippe Richert le 4 janvier 2016.

Lors de l'élection régionale de 2015 en Alsace-Champagne-Ardenne-Lorraine, la liste menée par Philippe Richert (LR) recueille 48,40 % des voix au second tour des élections, le 13 décembre 2015. Celles de Florian Philippot (FN) obtient 36,08 % et celle de Jean-Pierre Masseret (PS), qui s'était maintenue malgré les consignes de son parti, obtient 15,51 %.
En vue de la primaire présidentielle des Républicains de 2016, il soutient Nicolas Sarkozy. Le 3 mars 2017, il annonce qu'il ne soutient plus le candidat LR à l'élection présidentielle, François Fillon, mis en cause dans des affaires judiciaires.
Le 30 septembre 2017, Philippe Richert démissionne de l'ensemble de ses mandats électifs. Cette décision s'explique notamment par l'opposition dont il faisait l'objet, en particulier en Alsace, en raison de son ralliement à la nouvelle Grande Région, qu'il avait initialement violemment vilipendée,. Il était ainsi régulièrement qualifié de « fossoyeur » de l'Alsace,.

### Autorité de régulation des transports
Philippe Richert est vice-président de l'Autorité de régulation des transports (ART) à partir du 9 novembre 2018,. Il en assure la présidence par intérim entre le 4 août 2022 et décembre 2023.

## Positions et travaux parlementaires

### Environnement
Particulièrement sensible aux questions environnementales, ayant été chargé de ce sujet au conseil régional d'Alsace de 1985 à 1992, à l'Assemblée des départements de France de 1998 à 2001 puis de 2004 à 2008 ainsi qu'à l'UDF de 2001 à 2002, et plus particulièrement aux problèmes de la qualité de l'air et de la pollution atmosphérique, il est notamment chargé de mission parlementaire auprès du ministre de l'Environnement du gouvernement Balladur Michel Barnier en 1994 et rend alors un rapport sur la « Surveillance de la qualité de l’air ». Il est l'auteur, avec Philippe Douste-Blazy, en 2000 de La Ville à bout de souffle - Pollution urbaine et santé publique.
Président du Conseil national de l'air depuis 2004, il est une nouvelle fois nommé parlementaire en mission en 2007, cette fois-ci par Dominique de Villepin auprès du ministre de l'Écologie et du Développement durable Nelly Olin, et rend un rapport sur le bilan des dix ans d'application de la Loi sur l'air et l'utilisation rationnelle de l'énergie (dite Loi Laure ou Loi Lepage) dans lequel il propose une nouvelle loi sur l'environnement atmosphérique (IFA), une construction nationale et locale de la gouvernance « air et climat » et un accompagnement par l'information, la formation et l'éducation. Lors du lancement des 33 chantiers de pilotage du Grenelle Environnement le 2 octobre 2007, il copréside (avec le président de la Région Nord-Pas-de-Calais Daniel Percheron et le président de l'Assemblée des Communautés de France Marc Censi) le comité opérationnel du « Chantier 28 : Collectivités exemplaires » et est chargé du « Chantier 33 : Air et atmosphère ». Il y reprend son appel à la nécessité d'une révision de la loi Lepage pour y intégrer une approche globale « air - climat - énergie », trois domaines selon lui trop souvent traitées séparément et sans concertations entre les échelons local et national, par le biais notamment d'une évolution des plans régionaux de la qualité de l'air (PRQA), proposition reprise dans le Grenelle II par la transformation de ces derniers en « schémas régionaux climat air énergie » prévoyant l'établissement d'un inventaire régional des émissions de polluants et des gaz à effet de serre et d'un bilan énergétique.
Il est également président d'honneur de l’Association régionale d'initiation à l'environnement et à la nature en Alsace (ARIENA) et de celle de surveillance et d'étude de la pollution de l'air en Alsace (ASPA), et membre du conseil d'administration de l'Agence de l'environnement et de la maîtrise de l'énergie (ADEME).
Philippe Richert a d’autre part contribué à la modification du paysage institutionnel de la gestion des abords du patrimoine architectural protégé au titre des monuments historiques, des secteurs sauvegardés et Zones de protection du patrimoine architectural, urbain et paysager
(ZPPAUP). La loi n° 97-179 du 28 février 1997 relative à l'instruction des autorisations de travaux dans le champ de visibilité des édifices classés ou inscrits et dans les secteurs sauvegardés (JO du 1er mars) a en effet, sur sa proposition, en qualité de rapporteur, apporté certaines modifications à la loi du 31 décembre 1913 sur les monuments historiques : possibilité d’appel de l’avis conforme de l’Architecte des bâtiments de France et création de la Commission régionale du patrimoine et des sites (CRPS). Ces nouvelles Commissions régionales ont permis de regrouper les compétences antérieurement attribuées aux Commissions régionales du patrimoine historique, archéologique et ethnologique (COREPHAE) et aux Collèges régionaux du patrimoine et des sites, afin notamment de disposer d’une « vue globale sur le monument et son environnement » et en leur attribuant par ailleurs de nouvelles attributions. Chargées d’émettre des avis sur les demandes d’inscription sur l’Inventaire supplémentaire des monuments historiques et de classement des monuments historiques, elles se prononcent également sur les projets de délimitation et de règlement des zones de protection du patrimoine architectural et urbain.

### Préservation du patrimoine
Président du groupe d’étude sénatorial sur le patrimoine architectural, Philippe Richert organisait chaque année depuis 1998 au Palais du Luxembourg « Les journées juridiques du patrimoine » durant lesquelles des professionnels du droit et des responsables associatifs, d'administrations ou politiques sont amenés à discuter sur des questions liées à la gestion et à la préservation du patrimoine,. Rapporteur de la mission d’information sur le fonctionnement de la Bibliothèque nationale de France en 2000 puis de celle sur la gestion des collections des Musées en 2002, il est nommé en 2004 rapporteur pour avis au nom de la commission des affaires culturelles du Sénat lors des débats portant sur le projet de loi (devenu loi du 13 août 2004 relatif aux libertés et responsabilités locales permettant, sous certaines conditions, le transfert de propriété d'une partie du patrimoine de l’État aux collectivités territoriales).
Le conseil général du Bas-Rhin, qu'il préside alors, est d'ailleurs la première collectivité à bénéficier de ce nouveau régime avec le transfert le 1er janvier 2007 du château du Haut-Koenigsbourg. Voulant renforcer cette décentralisation, il dépose le 14 octobre 2008 une proposition de loi offrant de nouvelles possibilités sur la base du volontariat des collectivités sous condition du projet présenté pour le monument et « sans limitation dans le temps et dans la liste des sites concernés ». Il s'oppose toutefois à la proposition de l'ancien ministre de la Culture Jean-Jacques Aillagon de confier la gestion des cathédrales aux régions ou départements, s'estimant « face à un patrimoine d’intérêt majeur, fondamental pour le rayonnement de la France à l’étranger » et à des « témoins prestigieux de huit cents ans de notre histoire, religieuse, mais aussi culturelle, artistique, parfois politique » qui, selon lui, relèvent du « domaine régalien ».
Il a été par ailleurs rapporteur au Sénat de deux propositions de loi ayant abouti à la rétrocession à leur pays d'origine des dépouilles de Saartjie Baartman, dite la Vénus Hottentote et également de résoudre l'affaire des têtes maoris (Nouvelle-Zélande).
Il défend aussi les nécessités de l'archéologie préventive, intervenant en séance en 2004 pour déplorer le retard de la publication des textes réglementaires d’application de la loi du 1er août 2003, s’agissant notamment des articles relatifs au fonctionnement du Fonds national pour l'archéologie préventive (FNAP), ou en s'inquiétant, avec d'autres parlementaires, des effets possibles du plan de relance contre la crise économique de 2008-2009 sur cette activité scientifique.
Il a par ailleurs soutenu les nombreuses initiatives des divers acteurs locaux en faveur de toutes les formes de patrimoine d’Alsace pour la conservation, la restauration, et quelques réutilisations du patrimoine industriel et de châteaux-forts confortant l'idée d'itinéraires et routes "romane", "patrimoine industriel", "châteaux forts", "orgues", "musées techniques",... d'Alsace », mais aussi par son action avec l'ensemble des acteurs au niveau national.
Il est membre d'honneur de l'Observatoire du patrimoine religieux (OPR), association multiconfessionnelle qui œuvre à la préservation et au rayonnement du patrimoine cultuel français.

## Détail des mandats et fonctions
- 1982 - 2008 : conseiller général du Bas-Rhin, élu dans le canton de La Petite-Pierre
- 1985 - 1992 : conseiller régional d'Alsace
- 1992 - 2004 ; 2005 - 2010 : sénateur du Bas-Rhin
- 1998 - 2008 : président du conseil général du Bas-Rhin
- 1995 - 1998 : conseiller municipal de Strasbourg
- 2004 - 2008 : vice-président du Sénat
- 2008 - 2010 : questeur du Sénat
- 2010 - 2015 : président du conseil régional d'Alsace
- 2010 - 2012 : ministre auprès du ministre de l'Intérieur, de l'Outre-mer, des Collectivités territoriales et de l'Immigration, chargé des Collectivités territoriales
- 2016 - 2017 : président du conseil régional du Grand Est
- 2016 - 2017 : président de l'Association des régions de France
- depuis 2018 : vice-président de l'Autorité de régulation des transports (ARAFER)

## Décorations
- Officier de la Légion d'honneur (2024)[43], chevalier en 2013[44]
- Commandeur de l'ordre national du Mérite[45]  (officier du 31 juillet 2017)[46]

## Prix et distinctions
- Lauréat du Prix Montgelas[47]

## Publication
- Luther, les juifs et nous, avec Marc Lienhard, René Gutman et Christian Albecker, Strasbourg, Vademecum, 2017, 58 p.